# فرنسيس أ. هوبكينز
فرنسيس أ. هوبكينز هو محامي وسياسي أمريكي، ولد في 27 مايو 1853 في تازويل في الولايات المتحدة، وتوفي في 5 يونيو 1918 في بريستونزبورغ في الولايات المتحدة. نشط حزبياً في الحزب الديمقراطي. وقد انتخب عضو مجلس النواب الأمريكي ‏.